# イワオトギリ
イワオトギリ（岩弟切、学名：Hypericum kamtschaticum var. hondoense）は、オトギリソウ科オトギリソウ属の多年草の高山植物。東北地方および中部地方以北の主に日本海側の亜高山帯から高山帯に分布している。オトギリソウの高山型。
高さ10-30cm。葉は長さ4cmほどの楕円形をしており、全体に黒点が散らばる。花期は、7-8月。黄色い5弁花を咲かせる。

## 近縁種
学名の上ではイワオトギリ、シナノオトギリはハイオトギリの亜種となっている。
ハイオトギリ Hypericum kamtschaticum
這弟切
シナノオトギリ H. k. var. senanense
信濃弟切